# Dominique Heller
Dominique Heller (* 10. November 1980 in Basel) ist ein Schweizer Radiomoderator.

## Leben
Dominique Heller wuchs in Aesch auf, wo er heute noch (2024) mit seiner Frau und den drei gemeinsamen Kindern lebt.
Heller schloss 2003 die Handelsschule Basel ab und begann danach bei viva.tv. Nach dem Wechsel zu Radio Basilisk erlangte er mit der Personalityshow Dominique Heller Show Bekanntheit. 2011 ging er zu Energy Basel und moderierte dort bis im Herbst 2019 die Morgenshow. Für den Sender moderierte er auch grosse Veranstaltungen wie das Energy Air oder die Energy Star Night. Als DJ gründete Dominique Heller zusammen mit Robin Rehmann die Partyserie Party Hart, welche bis 2016 in mehreren Städten gastierte. Ab Herbst 2019 arbeitete er bei der Wirtschaftskammer Baselland in der Kommunikationsabteilung. Seit Ende April 2020 ist Heller zurück bei Radio Basilisk. Dort hat er die Stelle als Moderationsleiter übernommen, ausserdem moderiert er punktuell die Feierabend und Morgenshow bei Radio Basilisk.
Jede Woche produziert Dominique Heller zusammen mit Emanuel Gut den Basilisk Papis Podcast, in dem sie über die Rolle als Vater und das Familienleben sprechen.